# Dinko Horkaš
Dinko Horkaš, né le 10 mars 1999 à Sisak en Croatie, est un footballeur croate qui joue au poste de gardien de but à l'UD Las Palmas.

## Biographie

### En club
Né à Sisak en Croatie Dinko Horkaš est formé par le club local du HNK Segesta Sisak avant de rejoindre le Dinamo Zagreb, où il poursuit sa formation.
En janvier 2020, Dinko Horkaš est prêté au Zrinjski Mostar, en Bosnie-Herzégovine, jusqu'à la fin de la saison.
Le 15 octobre 2020 il est prêté pour une saison au NK Varaždin, où il entre en concurrence avec l'habituel titulaire, Oliver Zelenika.
Le 15 janvier 2022, Dinko Horkaš est prêté jusqu'à la fin de la saison au club bosnien du NK Posušje.
Le 5 juillet 2022, Dinko Horkaš quitte définitivement le Dinamo Zagreb pour s'engager en faveur du Lokomotiv Plovdiv, en Bulgarie. Il signe un contrat de deux ans, le liant au club jusqu'en juin 2024. Il joue son premier match sous ses nouvelles couleurs le 15 août 2022, lors d'une rencontre de championnat face au Lokomotiv Sofia. Il est titularisé et les deux équipes se neutralisent (0-0 score final).

### En sélection
Dinko Horkaš représente l'équipe de Croatie des moins de 17 ans entre 2015 et 2016, pour un total de quatre matchs joués, tous en tant que titulaire.
Le 5 septembre 2019 Dinko Horkaš joue son premier match avec l'équipe de Croatie espoirs, en amical face aux Émirats arabes unis. Il entre en jeu à la place d'Adrian Šemper et son équipe s'impose par trois buts à zéro.